# Bar (podnik)

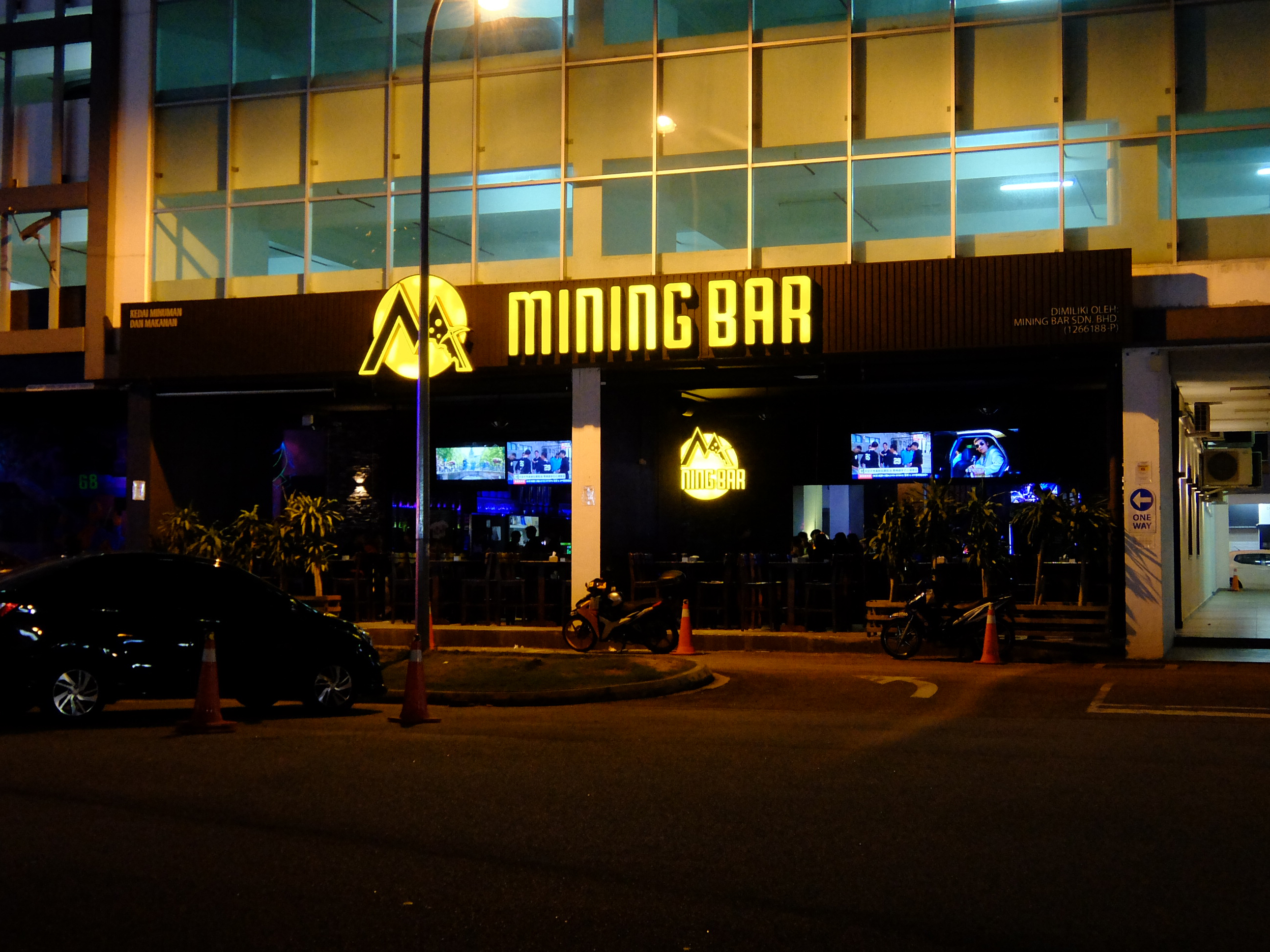
Bar

Bar je zábavní podnik (či jeho součást) využívající především servírovacího pultu (barový pult), s možností stání či sezení u něj na nejméně dvou vysokých (barových) židlích. Podávají se zde různé drinky, v některých případech i drobné občerstvení.